# Distrito de los Montes Metálicos Centrales
El Distrito de los Montes Metálicos Centrales (en alemán: Mittlerer Erzgebirgskreis) fue, entre 1994 y 2008, un Landkreis (distrito) ubicado al sudoeste del land (estado federado) de Sajonia, en (Alemania. Limitaba al norte con el distrito de Freiberg, al sur con la República Checa (Región de Karlovy Vary), al sudoeste y oeste con el distrito de Annaberg, al este con el distrito de Stollberg y al noroeste con la ciudad de Chemnitz. La capital se encontraba en la ciudad de Marienberg.

## Historia
El Mittlerer Erzgebirgskreis se formó el 1 de agosto de 1994 con los extintos distritos de Marienberg y Zschopau, y subsistió hasta el 1 de agosto de 2008, fecha en  la que, en el marco de una nueva reforma de la administración territorial de Sajonia, quedó integrado en el nuevo distrito de los Montes Metálicos.

## Composición del distrito
(Habitantes a 30 de septiembre de 2006)
| Ciudades 1. Marienberg (14.229) 2. Zschopau, Große Kreisstadt (11.568) 3. Olbernhau (10.952) 4. Lengefeld (4.842) 5. Wolkenstein (4.325) 6. Zöblitz (3.072) | Municipios 1. Amtsberg (4.293) 2. Pockau (4.267) 3. Gornau/Erzgeb. (4.062) 4. Großrückerswalde (3.968) 5. Drebach (3.613) 6. Großolbersdorf (3.174) 7. Pfaffroda (3.086) 8. Seiffen/Erzgeb., Kurort (2.677) 9. Venusberg (2.370) 10. Pobershau (2.079) 11. Borstendorf (1.471) 12. Grünhainichen (1.374) 13. Waldkirchen/Erzgeb. (1.200) 14. Deutschneudorf (1.177) 15. Börnichen/Erzgeb. (1.101) 16. Heidersdorf (945) |